# Yalnızdam, Kumru
Yalnızdam là một xã thuộc huyện Kumru, tỉnh Ordu, Thổ Nhĩ Kỳ. Dân số thời điểm năm 2010 là 831 người.